# Ureilita
La ureilita és un tipus rar de meteorit rocós que té una composició mineralògica única molt diferent de la d'altres meteorits rocosos. Aquest tipus de meteorit, de color gris fosc o marró, rep el seu nom de la localitat de Novi Urei (en ciríl·lic: Новый Урей), a la República de Mordòvia, Rússia, on va caure un meteorit d'aquest tipus en el mes de setembre de l'any 1886.
Les ureilites més notables són les de Novo Urei i la de Goalpara, també anomenada per la ciutat on va aterrar: la localitat de Goalpara, a Assam, Índia). Més recentment, el 7 d'octubre de 2008, el petit asteroide 2008 TC3 va entrar en l'atmosfera de la Terra i va explotar en uns estimats 37 quilòmetres sobre el desert de Núbia, al Sudan. Fragments d'aquest asteroide es van recuperar el desembre següent i es va trobar que eren ureilites. Els científics van descobrir aminoàcids en aquest meteorit, on no s'esperava trobar-ne cap, tenint en compte les altes temperatures aconseguides en l'explosió, aproximadament d'uns 1000 °C.

## Composició
El nom tècnic per les ureilites seria acondrita olivina-pigeonita. En comparació amb la majoria d'altres meteorits, les ureilites tendeixen a tenir un alt percentatge de carboni (amb una mitjana de 3% en pes) en forma de grafit i nanodiamants. Els diamants, que poques vegades són més que d'uns pocs micròmetres de diàmetre, són probablement el resultat d'ones d'alta pressió produïdes per col·lisions del cos progenitor ureilita amb altres asteroides.
Les ureilites es poden dividir en dues subcategories: monomictes i polimictes:
- Les ureilites monomictes són de gra gruixut amb olivina, generalment més abundant que el piroxè.
- Les ureilites polimictes són una barreja de clasts de composició diferent.